# هالووی (مینه‌سوتا)
هالووی، مینه‌سوتا (به انگلیسی: Holloway, Minnesota) یک شهر در ایالات متحده آمریکا است که در شهرستان سوئیفت، مینه‌سوتا واقع شده‌است.

## خصوصیات
هالووی ۳٫۶۰ کیلومترمربع مساحت و ۹۲ نفر جمعیت دارد و ۳۱۴ متر بالاتر از سطح دریا واقع شده‌است.